# Madeleine Haoua
Madeleine Haoua (sinh ngày 20 tháng 3 năm 1971) là một chính trị gia người Cameroon. Bà là thành viên của Thượng viện Cameroon kể từ cuộc bầu cử năm 2013, đại diện cho Mặt trận Dân chủ Xã hội đối lập.

## Cuộc sống sớm và sự nghiệp chuyên nghiệp
Haoua được sinh ra ở Ngaoubela ở vùng Adamaoua của Cameroon. Bà có bằng về thực vật học và sinh thái học từ Đại học Yaounde và bằng tiến sĩ của Đại học Ngaoundere. Bà là một giáo viên ở nhiều cấp độ trước khi tham gia chính trị. Bà cũng đã giành được một huy chương vàng trong môn bóng ném trong Tổ chức Sport Scolaire et Universitaire du Cameroun (OSSUC).

## Sự nghiệp thượng viện
Haoua là một nhà hoạt động Mặt trận Dân chủ Xã hội, là thành viên của Thượng viện kể từ năm 2013.